# العلاقات الصينية الكاميرونية
العلاقات الصينية الكاميرونية هي العلاقات الثنائية التي تجمع بين الصين والكاميرون.

## مقارنة بين البلدين
هذه مقارنة عامة ومرجعية للدولتين:
| وجه المقارنة                                              | الصين                    | الكاميرون                      |
| --------------------------------------------------------- | ------------------------ | ------------------------------ |
| المساحة (كم2)                                             | 9.60 مليون               | 475.44 ألف                     |
| عدد السكان (نسمة)                                         | 1.33 مليار               | 24.05 مليون                    |
| الكثافة السكانية (ن./كم²)                                 | 138.54                   | 50.58                          |
| العاصمة                                                   | بكين                     | ياوندي                         |
| اللغة الرسمية                                             | اللغة الصينية القياسية   | لغة فرنسية، لغة إنجليزية       |
| العملة                                                    | رنمينبي                  | فرنك وسط أفريقي                |
| الناتج المحلي الإجمالي (بليون دولار)                      | 12.24 تريليون            | 34.80 مليار                    |
| الناتج المحلي الإجمالي (تعادل القوة الشرائية) بليون دولار | 19.82 تريليون            | 72.72 مليار                    |
| الناتج المحلي الإجمالي الاسمي للفرد دولار أمريكي          | 8.03 ألف                 | 1.22 ألف                       |
| الناتج المحلي الإجمالي للفرد دولار أمريكي                 | 13.21 ألف                | 2.97 ألف                       |
| مؤشر التنمية البشرية                                      | 0.728                    | 0.512                          |
| رمز المكالمات الدولي                                      | +86                      | +237                           |
| رمز الإنترنت                                              | .cn، .中国 ‏، .中國 ‏      | .cm                            |
| المنطقة الزمنية                                           | توقيت الصين، ت ع م+08:00 | توقيت غرب أفريقيا، ت ع م+01:00 |

## مدن متوأمة
في ما يلي قائمة باتفاقيات التوأمة بين مدن صينية وكاميرونية:
- ترتبط شنيانغ مع ياوندي باتفاقية توأمة.

## منظمات دولية مشتركة
يشترك البلدان في عضوية مجموعة من المنظمات الدولية، منها:
| علم المنظمة | اسم المنظمة                                                | تاريخ انضمام الصين | تاريخ انضمام الكاميرون |
| ----------- | ---------------------------------------------------------- | ------------------ | ---------------------- |
|             | وكالة ضمان الاستثمار متعدد الأطراف                         | 30 أبريل 1988      | 7 أكتوبر 1988          |
|             | الأمم المتحدة                                              | 25 أكتوبر 1971     | 20 سبتمبر 1960         |
|             | العملية المشتركة للاتحاد الأفريقي والأمم المتحدة في دارفور | ?                  | ?                      |
|             | الفريق المعني برصد الأرض                                   | ?                  | ?                      |
|             | منظمة حظر الأسلحة الكيميائية                               | ?                  | ?                      |
|             | منظمة التجارة العالمية                                     | 11 ديسمبر 2001     | ?                      |
|             | منظمة الشرطة الجنائية الدولية                              | ?                  | ?                      |
|             | البنك الإفريقي للتنمية                                     | ?                  | ?                      |
|             | مؤسسة التنمية الدولية                                      | 24 سبتمبر 1960     | 10 أبريل 1964          |
|             | يونسكو                                                     | 4 نوفمبر 1946      | 11 نوفمبر 1960         |
|             | الاتحاد البريدي العالمي                                    | ?                  | ?                      |
|             | البنك الدولي للإنشاء والتعمير                              | 27 ديسمبر 1945     | 10 يوليو 1963          |
|             | المنظمة الهيدروغرافية الدولية                              | ?                  | ?                      |
|             | الاتحاد الدولي للاتصالات                                   | 1 سبتمبر 1920      | 22 ديسمبر 1960         |
|             | مؤسسة التمويل الدولية                                      | 15 يناير 1969      | 1 أكتوبر 1974          |
|             | المركز الدولي لتسوية المنازعات الاستشارية                  | 6 فبراير 1993      | 2 فبراير 1967          |

## وصلات خارجية
- موقع وزارة الخارجية الصينية
- موقع وزارة الخارجية الكاميرونية